# Ilias Hatzipavlis
Ilias Hatzipavlis (Ηλίας Χατζηπαυλής: Pireu, 24 de maio de 1949) é um velejador grego. medalhista de prata olímpico.

## Carreira
Ilias Hatzipavlis representou seu país nos Jogos Olímpicos de 1972, 1980, 1984 e 1988, na qual conquistou medalha de prata classe finn em 1972. 